# Pietro Sasso
Pietro Sasso (zm. 1218) – włoski kardynał.

## Życiorys
Pochodził z Anagni. W 1202 roku był papieskim kapelanem. W grudniu 1204 papież Innocenty III mianował go kardynałem diakonem S. Angelo, a w maju 1206 kardynałem prezbiterem S. Pudenziana. Podpisywał bulle papieskie między 13 stycznia 1205 a 17 sierpnia 1218. W 1208 roku był gubernatorem Kampanii, a w 1216 legatem papieskim w Niemczech. W 1217 sprawował urząd wikariusza papieskiego w Rzymie.